# 0 (цифра)
Нуль (лат. nullus — ніякий, жоден, заст. укр. оник, заст. укр. зеро) — цифровий знак, що позначає число нуль; а також математичний знак, що виражає відсутність одиниць будь-якого розряду в записі числа в позиційній системі числення: цифра нуль, що стоїть праворуч від іншої цифри, збільшує її на розряд (наприклад, у десятковій системі числення, множить на десять). Порівняйте, наприклад, числа 410 і 4010; 416 і 4016 (нижній індекс позначає основу системи числення).

## Історія
Слово «цифра» походить від арабського слова «сифр» («нуль»).
Тривалий час найпершим у світі вважали код нуля, знайдений у написі 787 року, нанесеному на храмовий мур у місті Гваліор у Центральній Індії  (там є число 270). Деякі дослідники припускали, що нуль був позичений у греків, які ввели як нуль букву «о» в шістнадцяткову систему числення, використану ними в астрономії. Інші навпаки вважали, що нуль був винайдений на межі індійської та китайської культур (були знайдені написи від 683 і 686 рр. у сучасних Камбоджі й Індонезії, де нуль зображено у вигляді точки й малого кола). Крапки над «і» були розставлені 2017 року: радіовуглецеве датування, якому піддали т. зв. Бахшалійський рукопис, написаний на бересті, сповнений математичних правил, прикладів і пояснень до них (у підрахунках сотні разів з'являється нуль у вигляді крапки) та знайдений ще 1881 року в полі на території сучасного Пакистану, засвідчив, що індійські математики широко вживали нуль ще в III столітті нашої ери. І лише через багато століть арабські математики підхопили нуль від індійців, а через їхні праці цифра нуль потім поступово перейшла в європейську систему числення . 